# Atractus occidentalis
Atractus occidentalis — вид змій родини полозових (Colubridae). Ендемік Еквадору.

## Поширення і екологія
Atractus occidentalis мешкають на західних схилах Еквадорських Анд. Вони живуть у вологих гірських і хмарних тропічних лісах, на висоті від 800 до 1200 м над рівнем моря.

## Збереження
МСОП класифікує цей вид як такий, що перебуває під загрозою зникнення. Atractus occidentalis загрожує знищення природного середовища.